# Jože Grdina
Jože Grdina, slovenski pisatelj in javni delavec, * 5. marec 1892, Prevalje pod Krimom, † 12. januar 1974, Cleveland.

## Življenjepis
Grdina se je leta 1912 prvič odpravil v ZDA in se čez dve leti vrnil domov. V prvi svetovni vojni je bil avstrijski vojak in ujetnik v Rusiji. Leta 1920 se je za stalno preselil v Ameriko. Do 1946 je imel slovensko knjigarno v Clevelandu. Sodeloval je v več ameriško-slovenskih katoliških organizacijah. Ukvarjal se je tudi z gledališčem, kjer je režiral in igral.

## Delo
Grdina je napisal in izdal pet knjig ter novelo, ki je izška v publikaciji Misli.
- življenjepis:
  - Štiri leta v Ruskem ujetništvu (COBISS)
- spomine:
  - Samo v sanjah sem videl mater (COBISS)
- in tri potopise:
  - Poširokem svetu (1938)
  - Po vzhodu in zapadu (COBISS)
  - Po severu in jugu (COBISS)
- novela
  - Zanimivo pismo iz Moskve (COBISS)